# Filip Modelski
Filip Modelski (ur. 28 września 1992 w Gdyni) – polski piłkarz występujący na pozycji obrońcy, jednokrotny reprezentant Polski.

## Kariera klubowa
Modelski jest wychowankiem Arki Gdynia, z której w 2008 roku trafił do akademii West Hamu United. Z czasem awansował do zespołu rezerw, jednakże latem 2011 roku nie przedłużono z nim wygasającego kontraktu, przez co Polak został wolnym zawodnikiem. Wtedy zgłosił się po niego GKS Bełchatów, z którym ostatecznie piłkarz podpisał umowę.
Na początku czerwca 2012 roku przeszedł do Jagiellonii Białystok, z którą podpisał 4-letni kontrakt, który wygasł wraz z końcem sezonu 2015/16. We wrześniu 2016 roku przebywał na testach w Hibernian F.C. 5 stycznia 2017 został zawodnikiem I ligowej Bytovii Bytów. 7 lutego 2018 podpisał kontrakt z Podbeskidziem Bielsko-Biała. 13 lipca 2021 przeszedł do Termaliki Bruk-Bet Nieciecza, 1 lipca 2022 ogłoszono jego odejście z klubu.
7 lipca 2022 związał się dwuletnim kontraktem z Kotwicą Kołobrzeg. Dziesięć dni później zadebiutował w drużynie, w meczu II ligi przeciwko Stomilowi Olsztyn, w którym otrzymał czerwoną kartkę w 90. minucie meczu. 7 września tego samego roku, jego kontrakt z klubem został rozwiązany za porozumieniem stron.

## Kariera reprezentacyjna
16 grudnia 2011 roku Modelski zadebiutował w reprezentacji Polski podczas spotkania z Bośnią i Hercegowiną.

## Statystyki kariery klubowej
Stan na 6 stycznia 2019
| Klub                       | Sezon              | Liga               | Liga  | Liga   | Puchar Polski | Puchar Polski | Europa | Europa | Suma  | Suma   |
| Klub                       | Sezon              | Liga               | Mecze | Bramki | Mecze         | Bramki        | Mecze  | Bramki | Mecze | Bramki |
| -------------------------- | ------------------ | ------------------ | ----- | ------ | ------------- | ------------- | ------ | ------ | ----- | ------ |
| GKS Bełchatów              | 2011/12            | Ekstraklasa        | 20    | 0      | 1             | 0             | –      | –      | 21    | 0      |
| Jagiellonia Białystok      | 2012/13            | Ekstraklasa        | 18    | 0      | 2             | 0             | –      | –      | 20    | 0      |
| Jagiellonia Białystok      | 2013/14            | Ekstraklasa        | 9     | 0      | 2             | 0             | –      | –      | 11    | 0      |
| Jagiellonia Białystok      | 2014/15            | Ekstraklasa        | 26    | 1      | 0             | 0             | –      | –      | 26    | 1      |
| Jagiellonia Białystok      | 2015/16            | Ekstraklasa        | 12    | 0      | 2             | 0             | 4      | 0      | 18    | 0      |
| Bytovia Bytów              | 2016/17            | I liga             | 0     | 0      | 0             | 0             | 0      | 0      | 0     | 0      |
| Bytovia Bytów              | 2017/18 (j)        | I liga             | 1     | 0      | 1             | 0             | –      | –      | 2     | 0      |
| Podbeskidzie Bielsko-Biała | 2017/18 (w)        | I liga             | 13    | 0      | 0             | 0             | –      | –      | 13    | 0      |
| Podbeskidzie Bielsko-Biała | 2018/19            | I liga             | 11    | 0      | 0             | 0             | –      | –      | 11    | 0      |
| Ogólnie w karierze         | Ogólnie w karierze | Ogólnie w karierze | 110   | 1      | 8             | 0             | 4      | 0      | 122   | 1      |

## Statystyki kariery reprezentacyjnej
Stan na 14 marca 2015.
| #  | Data            | Miejsce         | Przeciwnik           | Rezultat | Rozgrywki       |
| -- | --------------- | --------------- | -------------------- | -------- | --------------- |
| 1. | 16 grudnia 2011 | Antalya, Turcja | Bośnia i Hercegowina | 1:0      | Mecz towarzyski |